# گند شاهنشاه
گند شاهنشاه به معنای (ارتش شاهنشاه) همچنین با عربی شدهٔ جند شاهنشاه نیز شناخته می‌شود، یک یگان متشکل از ۴۰۰۰ هزار نیروی ویژهٔ و زبده دیلمی در خدمت شاهنشاه ساسانی بود. فرمانده هر گند، گند سالار نام داشت.

## زادگاه
آن‌ها بومی دیلم بودند اما توسط خسرو دوم (خسرو پرویز) در سال ۵۹۰ تا ۶۲۸ میلادی، احتمالاً بعد از سال ۶۰۰ میلادی، در تیسفون جای داده شدند.

## سر انجام
بعد از شکست امپراتوری ساسانی در سال ۶۳۶ میلادی توسط اعراب در نبرد قادسیه گند شاهنشاه اسلام آورد. سپس این یگان در کوفه مستقر شد و محله مخصوص خود را داشت.